# Phoenoteleia rufa
Phoenoteleia rufa är en stekelart som beskrevs av Jean-Jacques Kieffer 1916. Phoenoteleia rufa ingår i släktet Phoenoteleia och familjen Scelionidae. Inga underarter finns listade i Catalogue of Life.